# Pókszabásúak
A pókszabásúak (Arachnida) az ízeltlábúak (Arthropoda) törzsének a csáprágós ízeltlábúak (Chelicerata) altörzsébe tartozó osztály. Az osztály a nevét a görög mitológia Arakhnéjéről kapta. Általában szárazföldi életmódot folytatnak. Kb. 65 000-73 000 fajukat írták le, köztük pókokat, skorpiókat, kaszáspókokat, kullancsféléket  és atkákat.
A pókszabásúak általában könnyen megkülönböztethetők a rovaroktól, mivel többségében nyolc ízelt lábuk van, míg a rovaroknak hat. Nincsenek sem csápjaik, sem szárnyaik. Két nagy testtájuk van, az előtest (fejtor) és az utótest (potroh). Végtagjaik csak az előtestükön fejlettek, az utótesten erősen módosult formában maradtak meg (ha vannak). Első pár végtagjuk a csáprágó, amely 3 ízű, a 2. és 3. íz ollót képez. A második végtagpár a változatos alakú és működésű tapogatóláb (pedipalpus). Négy pár járólábuk van, melyek karomban végződnek, ezek száma gyakran csökkent (lárváknak 3, egyes atkáknak 2 vagy csak 1 pár). 0-5 pár egyszerű szemük van. Ragadozó vagy élősködő életmódot folytatnak. Táplálékukat testen kívül (a szájuk előtt) emésztik meg. Méreg-, szövő-, illetve bűzmirigyeik is lehetnek. Rendkívül formagazdag csoport.

## Rendszerezés
- Trigonotarbida – kihalt.
- Ostorlábúak (Amblypygi) – vese vagy szív alakú előtestük van, hátpajzs fedi őket. Tapogatólábuk fogókarra alakult, elülső lábuk pedig tapogatószervvé, amely a test hosszának többszörösét, akár a 25 cm-t is elérheti.
- Pókok (Araneae) – (kb. 40 000 faj)
  - Alsórendű pókok (Mesothelae) – alacsony fajszámú, ősi csoport. Szelvényezett utótestük, hosszú, előre álló (ortognath) csáprágójuk, két pár tracheatüdejük, négy pár szövőszemölcsük van.
  - Felsőrendű pókok (Opisthothelae) – közepes és nagyméretű pókok, hosszú, előre álló (ortognath) csáprágókkal, két pár tracheatüdővel, endocheliceralis méregmiriggyel rendelkeznek. Főleg trópusi és szubtrópusi elterjedésűek.
    - Főpókok (Araneomorphae) – a legelterjedtebb pókok
    - Négytüdős pókok (Mygalomorphae) – tarantulák és tarantula-szerű pókok. Több mint 500 fajának egyedei zömökök, függőleges aknákban élnek, melyeket sűrű szövedékkel bélelnek és csapóajtóval fednek el. Magyarországon él a magyar aknászpók (Nemesia pannonica)
- Phalangiotarbida – kihalt.
- Kaszáspókok (Opiliones) – (kb. 6300 faj). Testük rövid (1–22 mm), zömök, lábaik sokkal hosszabbak a testnél. Elő- és utótestük széles alappal kapcsolódik egymáshoz. Előtestük hátrészének a közepén, egy ún. szemdombon viselik 2 szemüket. Utótestük jól láthatóan szelvényezett. Lábfejízeik másodlagosan ízekre tagolódnak (akár 60 ízre is). Szinte mindenütt elterjedtek. Vannak dög- és korhadékevő fajaik is, de főleg ászkákkal, rovarokkal, csigákkal táplálkoznak. Sziklafalak, barlangok, fák, gyepek lakói, a talajon, avarban élők lábai rövidebbek. Ha megtámadják őket, előtestükön nyíló bűzmirigyeikkel, vagy öncsonkítással (autotomia) védekeznek. A lábak saját idegdúcaik segítségével könnyen leválasztódnak a testről, még hosszú percekig mozognak (kaszálnak), elterelve a támadó figyelmét. Az elveszett lábak nem képesek regenerálódni. Zsákmányukat ollós csáprágóikkal fogják meg. A nőstény kaszáspók hosszú tojócsövével a talajba vagy fák kérge alá helyezi petéit. 1-3 évig élnek.
- Szálfarkúak (Palpigradi) – 0,6-2,8 mm-esre nőnek meg, előtestük az utótesthez nyélszerűen kapcsolódik. Csáprágójuk ollós, karmokban végződő tapogatólábaikat járólábként használják. Első pár lábuk megnyúlt tapogatóláb, hosszú érzékszőrökkel. Utótestük végén sokízű, sertés farokfüggelékük van. Ízeltlábúak petéivel táplálkoznak. Leginkább trópusi, szubtrópusi területeken élnek, páradús helyeken. Magyarországon barlanglakó fajait találtak, az Aggteleki-karszt endemikus faja a magyar szálfarkú (Eukoenenia vagvoelgyii).
- Álskorpiók (Pseudoscorpionida vagy Pseudoscorpiones) – Előtestük egységes, utótestük jól szelvényezett, lábaikon a karmok között tapadókorong van. Legfeljebb 1 cm-esre nőnek meg. Csáprágójuk csúcsán szövőmirigy, tapogatólábuk ollóján méregmirigy található. Apró rovarokra, atkákra vadásznak. Általában barna vagy fekete színűek. Petéik a nőstény ivarnyílásából kipréselt tasakba kerülnek, kikelésükig pedig az anya szövőmirigyeinek segítségével épített fészekben őrzi őket. Néhány naposan hagyják el a szövedéket. Vedléshez és teleléshez is hasonló fészket építenek. Avarban, mohapárnában, fák kérge alatt, madárfészkekben, lakásokban élnek.
- Sapkás pókok (Ricinulei) – Előtestük elején mozgatható csuklya van, szemük nincsen, kis csáprágóik és tapogatólábaik is ollósak. Járólábaik karmosak, az elsőt tapogatásra használják. Utolsó négy testszelvényük farkocskát alkot. Lassú mozgású ragadozók, talajon, avarban, korhadó törmelékek között élnek. Kevés fajuk ismert.
- Rövid szálfarkúak (Schizomida) – talajlakók, kb. 220 fajjal.
- Skorpiók (Scorpiones) – kb. 2000 faj. Két részre különülő utótestük végén méregtövis ül, amit általában hátuk fölé görbítve hordanak. Rövid csáprágójuk, nagy, ollós tapogatólábuk van. Kilencedik testszelvényük hasi oldalán módosult végtagot, „fésűt” viselnek (mechanoreceptor). Főként trópusokon elterjedt, 3–20 cm-esre megnövő, éjszakai életet élő ragadozók. Tapogatólábaik ollójával szorítják össze áldozatukat. Képesek tápanyagokat raktározni, egyes példányok két évig is kibírják az éhezést. Párzásukat násztánc előzi meg, ennek során a hím spermatofort rak le, amit a nőstény felvesz. Ovoviviparok, tehát a petéből lerakása után közvetlenül kibújik a kis skorpió. Anyjuk kezdetben hátán hordja a fiatalokat. Néhány fajnál fejlett ivadékgondozás figyelhető meg. Hazánkban egyetlen fajuk sem él, a Keleti- és Délkeleti-Kárpátokban előfordul a kárpáti skorpió (Euscorpius carpathicus).
- Rovarpókok (Solifugae) – kb. 900 fajuk van. Nevüket onnan kapták, hogy testük a rovarokéra emlékeztetően hármas tagolódású. Utótestük jól szelvényezett, nagy, méregmirigy nélküli csáprágójuk van. Tapogatólábuk végízén kiölthető tapadóhólyagjuk van. Testükön sok, hosszú tapintószőr van. Éjszaka aktív, gyors mozgású pókok, a trópusi-szubtrópusi sivatagok, puszták lakói. Csápszerűen tartott első lábukkal tapogatóznak, tapogatólábuk tapadószervét pedig a táplálékszerzésben és a sima felületek megmászásánál használják. Leginkább ízeltlábúakat, de ritkán dögöt, gerinceseket is fogyasztanak.
- Haptopoda – kihalt, egyetlen faja, a Plesiosiro madeleyi volt ismeretes.
- Ostorfarkúak (Uropygi) – kb. 100 fajuk van. Utótestük végén három ízű függelék van, melyen sokízű, fonálszerű flagellum ered. Tapogatólábaikat ollóként használják, a tapogatást az első lábpár végzi. Trópusi-szubtrópusi területek magányos lakói, éjszakai ragadozók. Védekezésként anális mirigyeik váladékát fecskendezik ki ostoruk töve mellől.
- Atkák (Acari vagy Acarina) – elavult taxon kb. 30 000 fajuk van. Egységes, szelvényezetlen testüket két részre osztja a 2-3. lábpár közötti hátoldali barázda: a proterosomára és a hysterosomára. Ez a testtagolódás eltér a többi pókszabásútól, a testtájak ugyanis nem feleltethetők meg az elő- és utótestnek: a proterosomán található a csáprágó és a tapogatóláb (együttes nevük: gnathosoma) és két pár járóláb, a hysterosomán pedig a 3-4. lábpár ered. Legtöbbjüknek négy pár végtagja van, ettől eltérnek a gubacsatkák (két pár) és a lárvák (három pár). 1-4 pár jól látható légzőnyílásuk van, elhelyezkedésük segít rendszerezésükben. Csáprágójuk életmódjuk szerint ollós, karmos vagy szuronyszerű lehet, ez a hypostomában (a tapogatóláb összeforradt alapízei által alkotott nyitott csatorna) található, amit a homlok nyúlványa, az epistoma fed be. Ez az egész készülék a rostrum.
  - Acariformes – váltivarú, néhány kládjában azonban kialakult a partenogenezis.[1]
  - Parasitiformes – legjobban ismert kládja a kullancsok (Ixodidae) 900 ismert fajt tartalmazó csoportja, de a legnagyobb csoportja a több mint 8000 ismert fajból álló Mesostigmata.[2]

## Fordítás
- Ez a szócikk részben vagy egészben  az   Arachnid című angol Wikipédia-szócikk ezen változatának fordításán alapul.  Az eredeti cikk szerkesztőit annak laptörténete sorolja fel. Ez a jelzés csupán a megfogalmazás eredetét és a szerzői jogokat jelzi, nem szolgál a cikkben szereplő információk forrásmegjelöléseként.